# Leptogenys sulcinoda
Leptogenys sulcinoda é uma espécie de formiga do gênero Leptogenys, pertencente à subfamília Ponerinae.